# Der heimliche Aufmarsch
Der heimliche Aufmarsch is een gedicht van Erich Weinert dat hij in 1927 schreef. Het werd in 1930 op muziek gezet door Vladimir Vogel ter gelegenheid van de eerste Internationale Dag van de Vrede. In 1938 maakte Hanns Eisler een nieuw arrangement voor het lied. Ernst Busch had het op zijn repertoire.
Nederlandse tekst 'De heimelijke opmars'
Er gaat door de wereld gefluister..
Arbeider, hoor je 't niet?
Het zijn de stemmen van oorlogshitsers..
Arbeider, hoor je ze niet?
Gefluister van olie en staalproducenten,
Gefluister van chemische monopolies,
Gefluister in alle continenten,
De aanval op onze rechten is hun devies!
Arbeiders, boeren,
Slaat de fascisten dolk en geweer uit de hand!
Ontrukt de atoommacht aan militaristen
Voor alles in oorlog verbrandt!
Plant de rode banieren van arbeid
Op elke akker, in ieder bedrijf!
Dan zal uit de puinhoop van heden ontstaan
Een nieuwe socialistische maatschappij
Een instrumentale versie is te horen op het eind van de film Niemandsland van Victor Trivas uit 1931.

## Inhoud
Het lied beschrijft een samenzwering van de ministers van oorlog, de producenten van kolen en staal en de imperialisten om de Sovjet-Unie aan te vallen. In het refrein worden arbeiders en boeren daarom opgeroepen om de wapens op te nemen tegen de 'fascistische roofzuchtige legers'. Uit de as van deze laatste oorlog zal dan 'de socialistische wereldrepubliek' opbloeien. In een latere tekstversie waarschuwt Weinert voor het risico van een nucleaire oorlog.